# Hörnum (Sylt)
Hörnum (Sylt) är en kommun och med orten Hörnum på ön Sylt i Kreis Nordfriesland i förbundslandet Schleswig-Holstein i Tyskland. Kommunen bildades 1 oktober 1948 genom en genom en utbrytning ur kommunen Rantum.
Kommunen ingår i kommunalförbundet Amt Landschaft Sylt tillsammans med ytterligare 3 kommuner.